# Sidi Badhaj
Sidi Badhaj  (in arabo سيدي  بدهاج‎?) è un centro abitato e comune rurale del Marocco situato nella provincia di Al Haouz, regione di Marrakech-Safi. Conta una popolazione di 5 394 abitanti (censimento 2014).